# ولفينشتاين: يانغ بلود
ولفينشتاين: يانغ بلود (بالإنجليزية:Wolfenstein: Youngblood)، هي لعبة فيديو من نوع تصويب منظور الشخص الأول، موعد صدور اللعبة بتاريخ 26 يوليو 2019، وتعمل على عدة منصات، ومن بينها بلاي ستيشن 4، غوغل ستاديا، نينتندو سويتش وغيرها، وهي سلسلة مكتملة من سلاسل ولفينشتاين.

## قصة اللعبة
بعد انتصار الثورة الأمريكية على قوات فرماخت الألمانية، قررت ابنتا بلاكسوفيتش وهما جاسيكا وصوفيا لمحاربة النازيين في العاصمة الفرنسية باريس، وهن يدعمن أفراد الثوار الفرنسيين لهزيمة ألمانيا في عقد الثمانينات من القرن العشرين.